# Nandi (grupa etniczna)
Nandi – grupa ludów nilotyckich w Kenii, Ugandzie i Tanzanii. Ich populacja wynosi ok. 750 tys. osób. Zajmują się głównie pasterstwem, hodowlą i rolnictwem. Brali czynny udział w walce wyzwoleńczej Kenii. Posługują się językiem nandi z grupy języków nilotyckich.